# Andreas Romberg

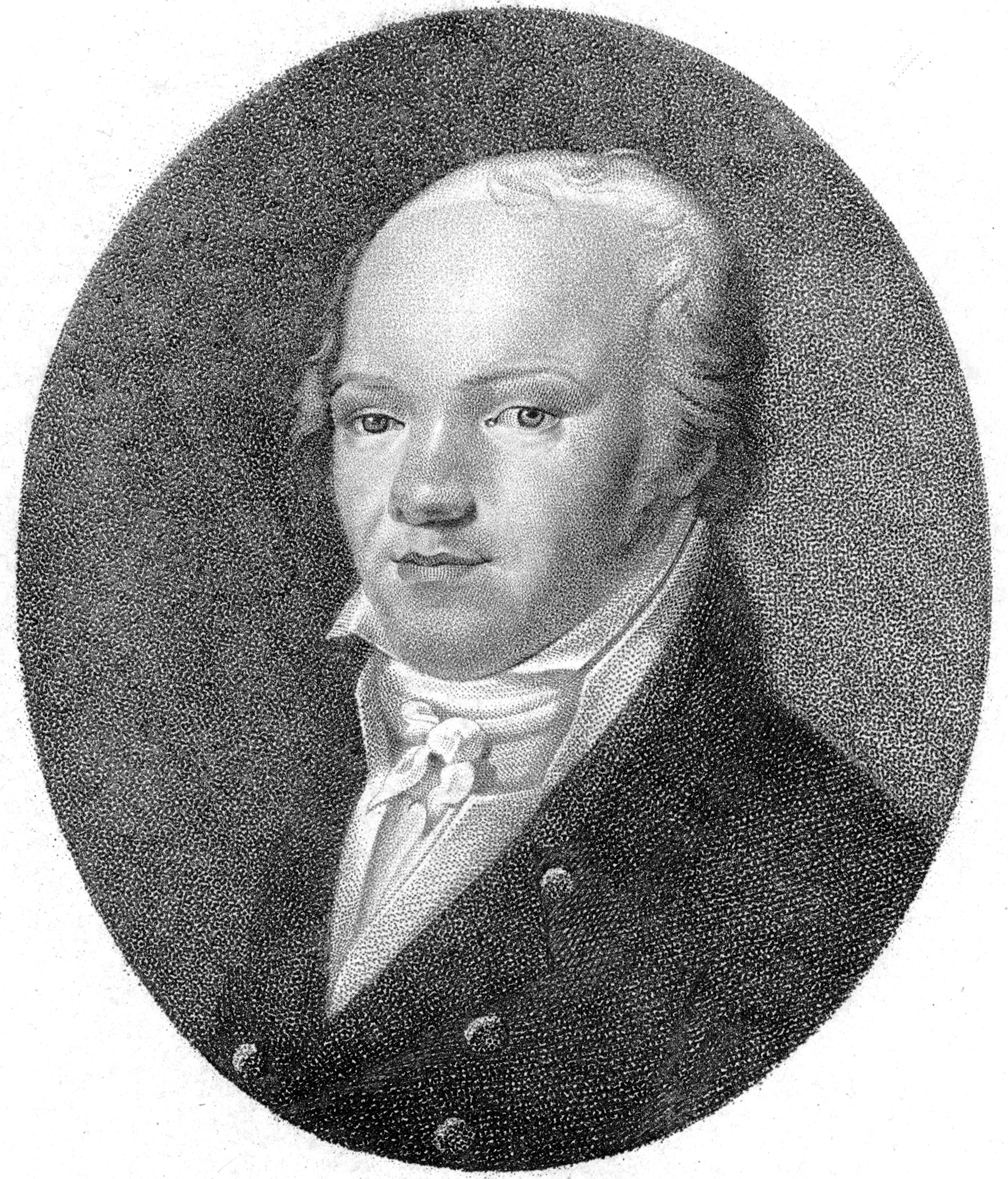
Andreas Romberg

Andreas Jakob Romberg (* 27. April 1767 in Vechta; † 10. November 1821 in Gotha) war ein deutscher Violinvirtuose, Komponist und Dirigent.
Gemeinsam mit seinem Cousin Bernhard Romberg (1767–1841) ist Andreas Romberg der bedeutendste Angehörige der Musikerfamilie Romberg. Im Unterschied aber zu seinem Cousin, dessen europaweiter Ruf sich vornehmlich auf seine Virtuosität als ausübender Künstler gründete, verschaffte sich Andreas Romberg primär als Komponist einen Namen. Zu Beginn des 19. Jahrhunderts wurden seine Kompositionen auf eine Stufe mit denen Haydns, Mozarts und Beethovens gestellt; nach seinem Tod verblasste sein Ruhm indes schnell. Einzig seine Vertonung von Friedrich Schillers Ballade Das Lied von der Glocke (1808) erfreute sich bis in die ersten Jahrzehnte des 20. Jahrhunderts hinein großer Beliebtheit. Wie die Musik einiger anderer Zeitgenossen Mozarts und Beethovens erleben Rombergs Werke seit den 1990er Jahren eine Renaissance, die sich auf dem Musikalien- wie dem Tonträgermarkt bemerkbar macht.

## Biographie

### Vechta, Münster und Reise nach Amsterdam (1767–1775)
Geboren als Sohn des Militärmusikers (Gerhard) Heinrich Romberg (1743–1819) in Vechta, damals Garnisonsstadt im Niederstift des Bistums Münster/Westf., erhielt Andreas Romberg ersten Musikunterricht bei seinem Vater, der ein ausgezeichneter Klarinettist und Geiger war. Die ersten dreißig Jahre seines Lebens sind von der Lebensgeschichte seines um ein halbes Jahr jüngeren Cousins Bernhard Romberg, Sohn seines Onkels (Bernhard) Anton Romberg (1742–1814), nicht zu trennen: Bis 1798 unternahmen die Cousins nahezu alle Reisen und Ortswechsel gemeinsam. 1769 zogen beide Familien nach Münster um, und 1771 wurde Andreas’ Vater Heinrich in die dortige Hof- und Domkapelle aufgenommen. 1774 traten Andreas und Bernhard, fälschlich als „die jüngeren Brüder Romberg“ bezeichnet, erstmals öffentlich auf; Andreas als Geiger mit einem von seinem Vater komponierten Violinsolo, Bernhard als Cellist. 1775 konzertierten die Vettern, von ihren Vätern begleitet, in Amsterdam; Andreas spielte ein Violinkonzert der Tartini-Schülerin Maddalena Lombardini-Syrmen (1735–99) und war kurzfristig Schüler des Violinvirtuosen und Konzertunternehmers Ignazio Raimondi.

### Jugend in Münster und erste Konzertreisen (1776–1784)
Sicherlich haben sich Andreas und Bernhard nach ihrer Rückkehr nach Münster auch an Konzerten der Domkapelle beteiligt; fest angestellt in der Münsteraner Kapelle waren sie aber erst ab 1782. In den folgenden Jahren konzertierten Andreas und Bernhard in Begleitung ihrer Väter gelegentlich auswärts: Für 1779 ist ein Konzert in Osnabrück nachweisbar und für den 5. Juli 1780 in Leipzig. 1782 lernten die Familien Romberg anlässlich eines Besuches der Großmannschen Theatertruppe in Münster Christian Gottlob Neefe (1748–98) kennen, der Musikdirektor der Truppe und frisch bestallter Hoforganist des Kurfürsten zu Köln in Bonn war und fortan reges Interesse an der weiteren Entwicklung der beiden jungen Romberge nahm. Im September desselben Jahres wirkten die Väter Romberg mit ihren Söhnen an den Feierlichkeiten zur Eröffnung des neuen Komödienhauses in Frankfurt/Main mit. Aus demselben Jahr stammen Andreas Rombergs erste überlieferte Kompositionen: Zwei Soli für die Violine. Kompositionsunterricht erhielt er zu dieser Zeit wahrscheinlich von Joseph Antony (1758–1832), seit 1781 Domorganist in Münster; Andreas war ihm zeitlebens dankbar, 1813 widmete er seinem Lehrer den Stimmdruck seiner dritten Symphonie (C-Dur op. 33).

### In Paris (1784–1785)
Im Frühjahr 1784 unternahmen die Väter Romberg mit ihren Söhnen eine Reise nach Paris. Im Februar, noch in Münster, hatte Andreas sein erstes Violinkonzert komponiert; auf der Reise entstand in Antwerpen ein Quartett für Violine, Violoncello, Klarinette und Fagott in Es-Dur, wohl zum gemeinsamen Spiel der vier Rombergs gedacht. Einen Anlaufpunkt in Paris hatten sie in dem musikliebenden Baron Carl Ernst Bagge, in dessen Salon viele Größen des Pariser Musiklebens verkehrten. Dort wurden Andreas und Bernhard von Jean Le Gros, dem damaligen Unternehmer der Pariser Concert spirituel gehört, und sogleich für die nächste Saison engagiert. Durch Vermittlung Bagges lernte Andreas auch François-André Danican Philidor (1726–95) kennen, und durch diesen wiederum Giovanni Battista Viotti (1755–1824), den Begründer des modernen französischen Violinspiels, den Andreas zeitlebens bewunderte. Im April 1784 waren die Rombergs wieder in Münster; Andreas komponierte im selben Monat noch sein zweites Violinkonzert in Es-Dur. Die vereinbarten Auftritte in den Pariser Concerts spirituels absolvierten die vier Rombergs im folgenden Frühjahr: Am 29. März 1785 trat Andreas mit einem eigenen Violinkonzert auf, und am 1. April musizierten alle vier Rombergs gemeinsam in einer Sinfonia concertante.

### Lehrzeit in Münster (1785–1790)
Von 1785 bis 1790 weilte Andreas offenbar ununterbrochen in Münster. Man wird annehmen dürfen, dass sich der Jüngling in dieser Zeit vornehmlich seiner weiteren Ausbildung als Violinist und der Ausweitung seiner kompositorischen Möglichkeiten widmete. In dieser Zeit entstanden neben fünf weiteren Violinkonzerten auch seine ersten fünf Sinfonien, sowie seine ersten größeren Vokalkompositionen: die Messe B-Dur (1787), sowie die Singspiele Das blaue Ungeheuer und Der Rabe (beide 1788). Alle diese Werke blieben ungedruckt, die Opern, obwohl sich Neefe bei seinem Dienstherrn Großmann stark für sie einsetzte, vorerst unaufgeführt. Etliche der Instrumentalwerke dürften aber im Rahmen von Hof- oder Abonnementkonzerten in Münster erklungen sein.

### Mitglied der Bonner Hofkapelle (1790–93)
Auf eigenes Betreiben wurden Andreas und Bernhard Romberg im Herbst 1790 von ihrem Dienstherrn Fürstbischof Maximilian Franz von Österreich, in Personalunion auch Kurfürst und Erzbischof von Köln mit Sitz in Bonn, in dessen Hofkapelle aufgenommen, die zu dieser Zeit ein Sammelplatz vieler außergewöhnlicher Talente war: der junge Beethoven weilte noch bis zum Herbst 1792 dort, weiterhin gehörten ihr zu dieser Zeit Josef Reicha (1752–95) und sein Neffe Anton (1770–1836) an, sowie der Geiger Franz Anton Ries (1755–1846) und der Hornist und Musikverleger Nikolaus Simrock (1751–1832). Bonn bot den beiden Rombergs vielfältige Möglichkeiten zur Erweiterung ihrer musikalischen Erfahrungen: Im Dezember 1790 und wieder im Juli 1792 besuchte Joseph Haydn die Residenzstadt; im Herbst 1791 nutzten Andreas und Bernhard Romberg eine Reise des Kurfürsten samt Hofkapelle nach Mergentheim, um zusammen mit Simrock, Ries und Beethoven dem seinerzeit berühmten Komponisten, Organisten und Pianisten Johann Franz Xaver Sterkel in Aschaffenburg einen Besuch abzustatten. Auf der Flucht vor den französischen Revolutionstruppen zog sich Kurfürst Maximilian Franz mitsamt seinem Hof zur Jahreswende 1792/93 nach Münster zurück. In der Karwoche 1793 wurde dort Rombergs kurz zuvor in Bonn vollendetes Oratorium Der Messias (nach dem gleichnamigen Epos von Friedrich Gottlieb Klopstock) uraufgeführt. Zu Ostern 1793 kehrte der Hof zurück nach Bonn, das weiterhin von französischen Truppen bedroht blieb. Im Oktober 1794 rückte die republikanische Armee in Bonn ein. Andreas und Bernhard hatten bereits im September 1793 vom Kurfürsten offiziell Urlaub vom Kapelldienst erhalten und sich nach Hamburg gewandt.

### Hamburg I (1793–95)
Ende Oktober 1793 trafen die Cousins in Hamburg ein und fanden sogleich eine Anstellung als führende Instrumentalisten im Orchester des Deutschen Theaters, das zu dieser Zeit von Friedrich Ludwig Schröder (1744–1816) geleitet wurde. Schröder brachte erstmals ein Bühnenwerk Andreas Rombergs zur Aufführung: Das Singspiel Der Rabe wurde am 7. April 1794  uraufgeführt. Es blieb bei dieser einen Produktion; dem Werk war, wie allen folgenden Opern Andreas Rombergs, kein Erfolg beschieden. Die Cousins beteiligten sich auch rege am Konzertleben der Stadt; sowohl in den von Schröder zum Vorteil der Pensionskasse für alte und kranke Schauspieler organisierten „Musikalischen Akademien“ im Deutschen Theater als auch in von ihnen selbst oder anderen Virtuosen veranstalteten Konzerten waren sie häufig zu hören. Andreas hatte die Zahl seiner Violinkonzerte bis 1793 auf acht vermehrt; dazu hatte er während der Zeit in Bonn auch ein Doppelkonzert für Violine und Violoncello komponiert; für die Konzerte, an denen Bernhard und er teilnahmen, dürfte er aus diesem Fundus geschöpft haben. Bekanntschaft schloss er mit Christian Friedrich Gottlieb Schwencke (1767–1822), seit 1789 in der Nachfolge Carl Philipp Emanuel Bachs Musikdirektor der fünf Hauptkirchen in Hamburg, dessen Anerkennung er sich schnell als Komponist wie als Violinvirtuose erwarb. In dieser ersten Hamburger Zeit komponierte Andreas Romberg vornehmlich Kammermusik (Duos für Violine und Violoncello, Streichquartette), aber auch seine (in chronologischer Folge) siebte Sinfonie, die erste, die er der Publikation für würdig hielt; sie erschien 1805 im Druck.

### Reise nach Italien und Wien (1795–97)
Im Sommer 1795 brachen Andreas und Bernhard zu einer Reise über München nach Italien auf; in Bassano trafen sie auf den musikliebenden Prinzen Rezzonico, einen römischen Senator, der sie zu einem Konzert auf dem Kapitol einlud, das am 18. Februar 1796 stattfand. Im März weilten sie Neapel und machten den Opernkomponisten Niccolò Piccinni (1728–1800) und Giovanni Paisiello (1740–1816) sowie dem Violinvirtuosen Antonio Lolli (1725–1802) ihre Aufwartung. Sie durften bei Hofe spielen und wurden zu einer Audienz bei der Königin von Neapel (einer Tochter Maria Theresias und Schwester ihres ehemaligen Dienstherrn Maximilian Franz) zugelassen. Im Sommer 1796 traten sie die Rückreise an; in Rom trafen sie auf den Maler Karl von Kügelgen, mit dem sie aus Bonn bekannt waren, und reisten mit ihm zusammen über Tirol nach Wien, wo sie im Herbst eintrafen. Von Joseph Haydn wurden sie freundlich empfangen und gefördert; mit Beethoven organisierten sie ein gemeinsames Konzert.

### Hamburg II (1797–1800)
Im Februar 1797 trafen Andreas und Bernhard Romberg in Hamburg ein, kehrten in ihre alte Stellung am Deutschen Theater zurück und nahmen ihre rege Teilnahme am Konzertleben der Hansestadt wieder auf. Im April 1798 legte Schröder das Direktorat des Deutschen Theaters nieder; und seine Nachfolger, ein Direktorium von fünf Personen, versuchten die vertraglichen Spielverpflichtungen zu ändern; darauf ließen sich die Cousins nicht ein und verlängerten ihren zu Ostern 1799 auslaufenden Vertrag mit dem Deutschen Theater nicht. Kurz zuvor, am 5. März 1799, hatte sich der ganze Romberg-Clan – die Väter Heinrich und Anton, die Geschwister bzw. Cousins/Cousinen Anton, Therese und Angelica, alle aus Münster angereist, zusammen mit Andreas und Bernhard – in einem Konzert im Deutschen Theater hören lassen. Von nun an trennten sich die Wege von Andreas und Bernhard. Während letzterer zu einer ausgedehnten Konzertreise durch Europa aufbrach, blieb Andreas in Hamburg, um sich vermehrt der Pflege seines Werkkatalogs zu widmen. Ab 1799 begann Romberg seine Werke planmäßig herauszugeben; bis dahin waren lediglich 14 „Oden und Lieder fürs Clavier“ (ohne Nummer; Bonn 1793) im Druck erschienen. Nunmehr publizierte der angesehene Leipziger Verlag Breitkopf & Härtel drei Streichquartette als sein Opus 1 und zwei Liedsammlungen ohne Opus-Nummer, aber mit Zählung als Vokalwerke Nr. 1 und 2.

### Intermezzo in Paris (1800–02)
Im Herbst 1800 kehrte Bernhard Romberg für kurze Zeit nach Hamburg zurück und überredete seinen Cousin dazu, mit ihm nach Paris zu gehen.  Nach einem gemeinsamen Abschiedskonzert Mitte Oktober im Deutschen Theater reisten die Cousins über Münster (wo sie ihre Familie besuchten und am 7. November konzertierten) in die französische Hauptstadt. Sie erhielten sofort ein Engagement für mehrere Konzerte von Januar bis Ostern 1801. Andreas spielte u. a. ein 1799 entstandenes Violinkonzert in E-Dur. Es gefiel derart, dass es vom Pariser Verlag Erard alsbald gedruckt wurde (op. 3, 1801/02). An Breitkopf & Härtel in Leipzig schrieb Andreas Berichte über das Pariser Musikleben, die in die verlagseigene Allgemeine musikalische Zeitung übernommen wurden. Ende April kehrte Andreas für einige Monate nach Hamburg zurück. Dort heiratete er am 25. Mai 1801 Anna Magdalena Ramcke, Tochter des Hamburger Gastwirts Nicolaus Ramcke. Im August weilte das Ehepaar in Münster und im Oktober ließ es sich in Paris nieder. Offensichtlich plante Andreas, sich als Opernkomponist zu etablieren. Noch im Oktober 1801 vollendete er die Partitur der einaktigen Oper Don Mendoza für das Théâtre Feydeau. Die Aufführung erfolgte in der laufenden Saison 1801/02 und war trotz des Einsatzes bezahlter Claqueure ein vollkommener Misserfolg. Nach einem Sommeraufenthalt in Le Havre reiste das Ehepaar Romberg per Schiff nach Hamburg zurück.

### Hamburg III (1802–14)
Im August 1802 trafen Romberg, seine Ehefrau und sein in Paris geborener erster Sohn Heinrich in Hamburg ein. In den folgenden zwölf Jahren blieb die stetig wachsende Familie in der Hansestadt; Romberg verließ sie nicht einmal für kurze Konzertreisen. Seine alljährlich im Februar oder März – anfangs im Deutschen Theater, ab 1806 im neu erbauten Apollosaal – stattfindenden Konzerte wurden zu einer Hamburger Institution. In den ersten Jahren war der gute Ruf dieser Konzerte noch weitgehend auf seine virtuose Fertigkeit und seinem Können als Instrumentalkomponist (Sinfonien, Violinkonzerte) gegründet; doch nachdem am 7. Januar 1809 die Uraufführung seiner Vertonung von Schillers Lied von der Glocke erfolgt war, festigte sich zunehmend sein Renommee als Komponist gehaltvoller Vokalmusik. Die Gattung Oper blieb freilich davon ausgenommen: Seinen Bühnenwerken Point de bruit (1808; für das Französische Theater in Hamburg) und Die Ruinen von Paluzzi (1811, für das erneut unter Schröders Leitung stehende Deutsche Theater) war kein Erfolg beschieden. Im Mai 1809 wurde er von der Universität Kiel zum „Doctor der freien Künste, insbesondere der Musik“ promoviert. Gelegentlich wurde er von Bernhard Romberg, der sich ständig auf Reisen befand, besucht; im März und im November 1805 und dann wieder im Oktober 1808 gaben die Cousins gemeinsame Konzerte in Hamburg. In den ersten Jahren konnte Romberg mit seiner Familie offensichtlich von seiner Konzerttätigkeit und den Einnahmen aus dem Verkauf von Werken an Verleger ganz gut leben; in späteren Jahren verschlechterte sich jedoch die wirtschaftliche Situation infolge der napoleonischen Kontinentalsperre und des andauernden Kriegszustandes. Der Winter 1813/14 blieb in Hamburg als „Elendswinter“ in Erinnerung. Andreas hatte sein vorerst letztes eigenes Konzert am 29. April 1812 im Apollosaal gegeben und trat danach noch einmal im folgenden Monat auf. Das Konzertleben in Hamburg war zum Erliegen gekommen.
Er war in dieser Zeit Freimaurer in der Hamburger St. Johannis-Loge Zum Rothen Adler.

### Erneute Reisen (1814–15)
Seit Anfang 1813 stand Andreas Romberg mit dem Hof in Gotha in Verhandlungen um die Übernahme der Konzertmeisterstelle in der dortigen Hofkapelle, die durch den Weggang Louis Spohrs nach Wien frei geworden war. Die militärische Lage machte jedoch vorerst eine Übersiedlung nach Gotha unmöglich. Erst im Frühjahr 1814 gelang es der Familie Romberg, aus Hamburg in das damals dänische Altona zu fliehen. Doch auch jetzt zögerte Romberg noch, die Stelle in Gotha anzunehmen; er nutzte den Sommer 1814, um seine elterliche Familie in Münster zu besuchen und einige Wochen mit seiner Frau in Stralsund und Rügen zu verweilen. Im Juli reiste er nach Berlin zu Cousin Bernhard, der seit 1805 Angehöriger der dortigen Hofkapelle war, und blieb bis Anfang September. Dann ging es, in jedem Ort Konzert gebend, über Breslau, Prag und Leipzig nach Gotha, wo er im Dezember 1814 eintraf und zum Wohlgefallen des Herzogs bei Hofe spielte; die Bedingungen seiner Anstellung wurden einvernehmlich geregelt. Anfang 1815 kehrte er für einige Wochen nach Hamburg zurück, um die Übersiedlung der Familie  nach Gotha zu organisieren. Am 15. März 1815 gab er im Apollosaal sein Abschiedskonzert.

### Gotha (1815–21)
Andreas Romberg trat seine Stellung als Konzertmeister der Hofkapelle in Gotha im Frühjahr 1815 an. Er erhielt zwar mit 1.000 Reichstalern ein stattliches Jahresgehalt (Spohr hatte zusammen mit seiner Gattin nur 731 Reichstaler erhalten); aber seine Familie war bis 1815 auch auf eine achtköpfige Kinderschar angewachsen, in Gotha sollten noch drei weitere Kinder folgen, und an zusätzliche Konzerteinnahmen war in der Kleinstadt Gotha nicht zu denken. Bereits nach anderthalb Jahren in herzoglichen Diensten, im November 1816, sah sich Romberg genötigt, in den unterwürfigsten Formulierungen um eine Gehaltserhöhung nachzusuchen. Da er keine Antwort erhielt, wiederholte er sein Anliegen nach Ablauf eines Jahres; nunmehr wurde es endgültig abgeschlagen. Romberg nutzte die großzügigen Urlaubsregelungen seines Anstellungsvertrags zu Konzertreisen, jeweils vom Jahreswechsel bis in die ersten Monate eines jeden neuen Jahres hinein. Im April 1816 konzertierte er in Dresden, erstmals zusammen mit seinem ältesten Sohn Heinrich (1802–59). Für solche Gelegenheiten hatte er eigens im Januar 1816 ein (ungedruckt gebliebenes) Doppelkonzert für zwei Violinen geschrieben. Ende 1816 bis Anfang 1817 trat er zusammen mit seinem Sohn in Hamburg, Berlin, Münster und Osnabrück auf; Anfang 1818 ging die Konzertreise ins Rheinland, nach Düsseldorf, Köln und Bonn. Zu Jahresbeginn 1819 bereiste er Karlsruhe, Frankfurt/Main, Ansbach, Bayreuth und Nürnberg. Im selben Jahr gründete er in Gotha den „Singverein“, die erste bürgerliche kulturelle Vereinigung, aus der 1937 die „Liedertafel“ hervorging. Im März 1820 weilte er in Berlin. Zu Jahresbeginn 1821 blieb er krankheitsbedingt in Gotha. Offenbar hatte Romberg das ganze Jahr über mit gesundheitlichen Problemen zu kämpfen; er starb am 10. November 1821 in Gotha. Bernhard Romberg äußerte später die Überzeugung, Andreas Romberg sei „aus Kummer gestorben [...], weil er nicht wuste auf welche Art er seine dort (in Gotha) gemachte Schulden wieder bezahlen sollte.“
Romberg spielte eine Violine von Antonio Stradivari. Als Violinist war er nicht unumstritten, weil er sich den Pariser Trends nicht anschloss und eher der traditionellen Violinschule verpflichtet war. Die Leipziger Allgemeine Musikalische Zeitung (AMZ) unterstreicht dies im Februar 1801 in einem Bericht über ein Konzert in Paris: „[...] hier, wo der vortrefflichen Geiger so eine Menge ist, und wo Romberg mit seiner eignen Manier gerade zu gegen die jetzt herrschende Mode anzulaufen wagt. [...]“

## Ehrungen
- Nebst einigen anderen Städten in Deutschland ehrte auch die Stadt Gotha den Musiker und Komponisten durch die Benennung einer Straße nach ihm im Westen der Stadt.
- Im Hamburger Stadtteil Eimsbüttel wurde nach der Musikerfamilie die Rombergstraße benannt.[16]

## Werke
Romberg führte über Entstehung und Publikation seiner Werke genau Buch. Seit 1782 trug er jede neue Komposition nach Vollendung in sein Verzeichniß meiner Compositionen von 1782 bis [1821] ein; zusätzlich notierte er sich gesondert seine im Druck erschienenen Kompositionen. Sollte ein Werk gedruckt werden, so gab er ihm in der Regel eine Opus-Nummer. Die Opus-Nummern spiegeln also nicht die Chronologie der Entstehung wider, sondern die Reihenfolge der Publikation. Nur einige kleinere Werke erhielten trotz Publikation keine Opus-Nummer. Zusätzlich nummerierte Romberg einige der im Druck erschienenen Werke nach Gattungen durch, unabhängig davon, ob sie eine Opus-Nummer trugen oder nicht. Beispielsweise erschienen im Jahr 1799 zwei Liedsammlungen ohne Opus-Nummer, aber mit der Kennzeichnung als 1. bzw. 2. Werk der Gesangsstücke. Im gleichen Jahr erschienen drei Streichquartette als sein op. 1, mit der zusätzlichen Kennzeichnung als 1. Folge der Streichquartette.
1938 publizierte Kurt Stephenson als Anhang seiner Habilitationsschrift über Andreas Romberg eine Bibliographie der Werke Rombergs, die systematisch nach Gattungen und innerhalb der Gattungen chronologisch geordnet ist. Die von Stephenson vorgeschlagene Werknummerierung wird im folgenden Werkverzeichnis mit SteR abgekürzt. Zahlen in runden Klammer bezeichnen das Entstehungsjahr, Ortsangaben und Jahreszahlen ohne Klammern Ort und Jahr des Erstdrucks. Zu deren Datierung wurde das Verzeichnis der gedruckten Werke Rombergs von Axel Beer (in Romberg [2009]) herangezogen.

### Bühnenwerke
- Das blaue Ungeheuer, tragikomisches Märchen mit Gesang, 3 Akte, SteR 176 (1788), verloren
- Der Rabe, tragikomisches Märchen mit Gesang, 3 Akte, SteR 177 (1788), verloren, UA Hamburg 7. April 1794
- Die Macht der Musik, Oper, 3 Akte, SteR 178 (1790–93), verloren
- Die Nebelkappen, Oper, 3 Akte, SteR 179, 180 (1793), verloren
- Don Mendoza, Oper, 1 Akt, SteR 181, verloren bis auf die Ouvertüre, die als op. 36 im Druck erschien
- Point de bruit, opéra bouffon, 2 Akte, SteR 182-201 (1808), Umarbeitung zum Singspiel Kein Geräusch (1812/13), verloren
- Die Ruinen von Paluzzi, romantische Oper, 3 Akte, SteR 202-221 (1810/11), UA Hamburg 27. Dezember 1811; ein Klavierauszug erschien als op. 31 (11. Werk der Gesangsstücke), Hamburg 1812
- Die Großmuth des Scipio, heroische Oper, 1 Akt, SteR 224 (1816), ein Klavierauszug erschien als op. 63 (20. Werk der Gesangsstücke), Hamburg 1825 oder eher

### Vokalmusik

#### Geistliche Werke mit Instrumentalbegleitung
Wenn nicht anders angegeben, für Soli, Chor und Orchester.
- Messe B-Dur SteR 225-229 (1787)
- Der Messias (Klopstock), Kantate SteR 230, 1. Fassung (1793), 2. Fassung (1802)
- Psalmus CX: Dixit Dominus op. 61 (19. Werk der Gesangsstücke) SteR 231 (1800), Leipzig 1820
- Te Deum op. 55 (18. Werk der Gesangsstücke) SteR 232 (1806), Köln/Bonn 1819/20
- Pater noster für Sopran, Tenor, Bass und Orchester op. 24 (19. Werk der Gesangsstücke), SteR 233 (1807), Klavierauszug Hamburg 1808
- Offertorium Jerusalem surge SteR 234 (1810)
- Domine salvum fac Imperatorem für gemischten Chor und Orchester SteR 235 (1810)
- O salutaris für Sopran, Tenor, Bass und Streichquartett SteR 236 (1810)
- Der Erbarmer (Klopstock), Ode, op. 64 (21. Werk der Gesangsstücke) SteR 237 (1811), Hamburg 1821
- Rezitativ und Chor „Den heut zu heilgem Priestertum“, SteR 238 (1816), verloren
- Sancta Maria, Duett für zwei Soprane und Streichquartett, SteR 239 (1819)
- Gloria D-Dur für zwei Soprane und Streichquartett, SteR 240 (1819)
- Deutsches Te Deum „Herr Gott, dich loben wir“ für Chor und Orchester, SteR 241 (1820)

#### Geistliche Werke für Chor a cappella
- Der Tod (Klopstock) für gemischten Chor, nach einer Melodie von Johann Friedrich Reichardt, SteR 340-341 (zwei Fassungen, beide 1803), Berlin 1803
- Bei der Taufe, zwei Choräle („Sieh uns betend, Gott, vor dir“, „Da ein Christ unser ward“), SteR 342-343 (1815)
- Nach den Psalmübersetzungen von Moses Mendelssohn:
  - Psalmodie, sieben Psalmen op. 65 (22. Werk der Gesangsstücke), SteR 344-350 (1817–20), Offenbach 1821
  - Choral Nr. 1 „Unsre Seele harret auf den Herrn“, Psalm 33, SteR 351 (1821)
  - Choral Nr. 2 „Wende dich, o Herr, zu mir!“, Psalm 33, SteR 352 (1821)
  - Choral Nr. 3 „Königreiche der Erde“, Psalm 68, SteR 353 (1821)

#### Weltliche Gesangswerke mit Instrumentalbegleitung
- Heinrich und Mariechen (Textdichter unbekannt), ländliches Gedicht für eine Singstimme, Klavier, zwei Violinen und Bass, SteR 242 (1787)
- Lebenspflichten (Ludwig Hölty), für Chor und Orchester, SteR 243 (1788)
- Die künftige Geliebte, aus Klopstocks Elegie, Rezitativ und Arie für Bass und Orchester, SteR 244 (1788)
- Rezitativ und Arie „Con questo ferro, indegno!“ für Sopran und Orchester, SteR 245 (1790)
- Rezitativ und Rondo „Numi, tiranni“ für Tenor und Orchester, SteR 246 (1792)
- Terzett „Ah fermate!“ für Sopran, Tenor, Bass und Orchester, SteR 247 (1797)
- Die Harmonie der Sphären (Kosegarten), Hymne für Soli, Chor und Orchester op. 45 (17. Werk der Gesangsstücke), SteR 248 (1797, umgearbeitet 1816), Bonn/Köln 1817/18
- Skolie im Abendrot (Köpken), Chorlied für zwei Tenöre, zwei Bässe und Orchester, SteR 250 (1799)
- Bundeslied (Goethe), Chorlied für zwei Tenöre, zwei Bässe und Orchester, SteR 251 (1799)
- Das Saitenspiel (Herder), Lied für Tenor und Orchester, SteR 252 (1799)
- Im Grünen (Voß), Chorlied für zwei Tenöre, zwei Bässe und Orchester, SteR 253 (1799)
- Die Blume des Lebens (Herder), Chorlied für zwei Tenöre, zwei Bässe und Orchester, SteR 254 (1799), verloren
- Die Stationen des Lebens (Langbein), Arietta für Bass und Orchester, SteR 255 (1799), verloren
- Frauenlob (Stolberg), Duett für Tenor, Bass und Orchester, SteR 256 (1799), verloren
- Die Tobackspfeife (Pfeffel), Duett für Tenor, Bass und Orchester, SteR 257 (1799)
- Szene und Duett „Raffrena, o cara, così dolci transporti“ für zwei Soprane und Orchester, SteR 258 (1800)
- Frühlingslied „Keine Stürme füllen mehr die Lüfte“ (Starke), Chorlied für zwei Tenöre, zwei Bässe und Orchester, SteR 259 (1800)
- „Noah, Weinerfinder“ (Lenz), Chorlied für zwei Tenöre, zwei Bässe und Orchester, SteR 260 (1800)
- Das Glück der Freundschaft (Textdichter unbekannt), Chorlied für zwei Tenöre, zwei Bässe und Orchester, SteR 261 (1800)
- Frühlingslied „Blickt auf, wie hehr das lichte Blau“ (Starke), Chorlied für zwei Tenöre, zwei Bässe und Orchester, SteR 262 (1800)
- Die Liebe (Gotter), Chorlied für zwei Tenöre, zwei Bässe und Orchester, SteR 263 (1800)
- Kleine Cantate zur Geburtstagsfeier von Nicolaus Ramcke „Froh siehst du des Tages Sonnes“ (Textdichter unbekannt) für 2 Soprane, Tenor und Streichquartett, SteR 264 (1802)
- Rundgesang aus Schillers Wallensteins Lager „Wohlauf Kameraden aufs Pferd“, Lied für Bass, Chor und Blasorchester, SteR 265 (1802)
- Selmar und Selma (Klopstock), Elegie für zwei Singstimmen und Streichquartett (3. Werk der Gesangsstücke), SteR 266 (1803), Leipzig 1805
- Die Lehrstunde (Klopstock), Ode für zwei Singstimmen und Orchester, SteR 267 (1804), Klavierauszug Hamburg 1822 oder eher
- Das holde Bild, Cavatina und Chor für Sopran, Alt, zwei Tenöre, Bass und Streichquartett, SteR 268 (1806), verloren
- Terzett „Miei cari figli“ für Sopran, Tenor, Bass und Orchester, SteR 269 (1806)
- Kantate zur Hochzeitsfeier von Cipriano de Urbiata für vier Singstimmen, Chor und Orchester, SteR 270 (1807)
- Maurerlied „Richter freigeschaffner Geister“ für eine Solostimmen Chor und Klavier, SteR 271 (1807)
- Neujahrswunsch, Rezitativ und Arie für Bass und Orchester, SteR 272 (1807)
- Maurerkantate „Es schwebt in schönem Götterbilde“ für Tenor, Männerchor und Orchester, SteR 273 (1808)
- Arie „Non, non, c'est un démon“ für Bass und Orchester, SteR 273 (1808)
- Das Lied von der Glocke (Schiller), Kantate vier Solostimmen, Chor und Orchester op. 25 (7. Werk der Gesangsstücke), SteR 275 (1808), Bonn 1809
- Die Kindsmörderin (Schiller), Kantate für Sopran, Chor und Orchester op. 27 (9. Werk der Gesangsstücke), SteR 276 (1809), Hamburg 1809
- Die Macht des Gesanges (Schiller), Kantate vier Solostimmen, Chor und Orchester op. 28 (10. Werk der Gesangsstücke), SteR 277 (1809), Hamburg 1810
- Der Triumph der Liebe (Schiller), Hymne für Sopran, zwei Tenöre, Bass und Gitarre, SteR 278 (1810)
- Kleine Kantate zu einer Geburtstagsfeier „Opfert Dank, ihr Lieben, Holden“ für zwei Soprane, Alt, Tenor, zwei Bässe, Chor und Orchester, SteR 279 (1810)
- Ode an die Freude (Schiller) für zwei Tenöre, zwei Bässe und Orchester, SteR 291 (1811 oder eher), Berlin-Lichterfelde, vor 1904
- Was bleibt und was schwindet (Kosegarten), Ode für vier Solostimmen, Chor und Orchester op. 42 (14. Werk der Gesangsstücke), SteR 280 (1812), Bonn/Köln 1817/18
- Totenfeier (z. T. Schiller), Kantate für zwei Soprane, Tenor, Bass, Chor und Orchester, SteR 281 (1812)
- Monolog aus Schillers Jungfrau von Orléans für Sopran und Orchester op. 38 (12. Werk der Gesangsstücke), SteR 282 (1812), Hamburg 1815
- Der Graf von Habsburg (Schiller) Ballade für Sopran und Orchester op. 43 (15. Werk der Gesangsstücke), SteR 283 (1815), Bonn/Köln 1817
- Sehnsucht (Schiller), Gedicht für eine Singstimme und Orchester op. 44 (15. Werk der Gesangsstücke), SteR 284 (1815), Bonn/Köln 1817
- Maurerkantate „Wem erschallet heut' im Heiligtume“ für zwei Tenöre, zwei Bässe, Chor, Horn und Streichorchester, SteR 285 (1816)
- Blandine (Haupt nach Bürger), Melodram für Sopran und Orchester, SteR 286 (1818)
- Kantate zum Johannesfest 1818 für zwei Tenöre, zwei Bässe, Männerchor, Horn und Klavier, SteR 287 (1818)
- Duett „Die Nacht ist dunkel, wie Israels Geschicke“ für Tenor, Bass und Streichorchester, SteR 288 (1819)
- Grabgesang, Choral, 1. Fassung für vierstimmigen Chor und Orchester; 2. Fassung für vier Solostimmen, Chor und Klavier, SteR 289 (1819)
- Kantate zum Johannesfest 1819 für zwei Tenöre, zwei Bässe, Männerchor und Orchester, SteR 290 (1819)

#### Lieder und Canzonen für Singstimme und Klavier
- Lied „O was in tausend Liebespracht“ (Bürger), SteR 292 (zwischen 1787 und 1789), verloren
- Ständchen (Stamford), SteR 293 (1787), verloren
- 14 Oden und Lieder fürs Clavier, SteR 294-307 (bis 1788), Bonn 1793
- Lied „Gottes Dämmerung ist schön“, SteR 308 (1792), verloren
- Lied „Stern der Liebe, bleich und trübe“, SteR 309 (1792), verloren
- Die Gegenwart. Ein persisches Lied, SteR 322 (1797), verloren
- Sei Canzoni (2. Werk der Gesangsstücke), SteR 249, 310-315 (1796–98), Leipzig 1800
- 6 Lieder beym Clavier zu singen (1. Werk der Gesangsstücke), SteR 316-321 (1797–98), Leipzig 1799
- Lied „Mein, o mein ist sie auch“, SteR 323 (1798), verloren
- Sonett „Frohe, segensvolle“, SteR 324 (1798), verloren
- Trinklied „Frohen Mutes, frei von Sorgen“, SteR 325 (1798), verloren
- Vier Lieder von Scholz, SteR 326-329 (1804), Altona, 1818 oder eher; Einzelausgaben bereits ab 1804
- Lebenstrost, [nicht bei SteR; Beer, S. 205], Hamburg, bis 1805
- Hoffnung des Wiedersehens, [nicht bei SteR; Beer, S. 205], Hamburg, bis 1805
- Lieder mit Clavier Begleitung op. 15 (4. Werk der Gesangsstücke), SteR 330-333 (Nr. 1:1804; Nr. 2–4: 1806), Hamburg 1806
- Der Wanderer (Christine Westphalen), SteR 334 (1809), verloren
- Die Schiffenden (Christine Westphalen), SteR 335 (1809), verloren
- An Guido, SteR 336 (1812), Hamburg, nach 1812
- Lied „O wie soll ich heute dich begrüßen“, SteR 337 (1812), verloren
- Sprache der Tonkunst, SteR 338 (1814), Hamburg 1839
- Lied „Laut jubilierend schall mein Lied“, SteR 339 (1815)

#### Weltliche Gesänge a cappella
- Kanon „Chi vuol aver felice il core“ für Sopran, Alt und Tenor, SteR 354 (1798), publiziert als Beilage No. XVIII der Allgemeinen musikalischen Zeitung I (1798/99)
- Kanon „Wie selig, wer sein Liebchen hat“ (Bürger) für sechs Stimmen, SteR 355 (1798), publiziert als Beilage No. XVIII der Allgemeinen musikalischen Zeitung I (1798/99)
- Chor „O wunderschön ist Gottes Erde“ (Hölty), 1. Fassung für zwei Soprane, Tenor und Bass, SteR 356 (1801); 2. Fassung für zwei Chöre, SteR 357 (1814), verloren; 3. Fassung, SteR 358 (1814)
- Die Eintracht, Lied für Sopran, Tenor und Bass, SteR 359 (1805)
- Sechs Lieder von Gleim für drei Singstimmen op. 20 (5. Werk der Gesangsstücke), SteR 360-365 (1806), Hamburg 1807
- Kanon „Ein jeder ist drauf bedacht“ für drei Singstimmen, SteR 366 (1808)
- Kanon „Vivos voco“ für zwei Soprane, zwei Altstimmen, zwei Tenöre und zwei Bässe, SteR 390 (komponiert für das Titelblatt der Erstausgabe von op. 25)
- Sechs Lieder von Christine Westphalen geb. v. Axen für drei Singstimmen op. 26 (8. Werk der Gesangsstücke), SteR 367-372 (1809), Hamburg 1809
- Kanon „Genieß den Reiz des Lebens“ (Jünger) für zwei Singstimmen, SteR 373 (1813), verloren
- Kanon „Ricordati di me“ für vier Singstimmen, SteR 374 (1814), verloren
- Freimaurerlied „Dank dem Geber“ für zwei Tenöre und zwei Bässe, SteR 375 (1815)
- Freimaurerlied „Hier in der Freiheit sichrem Schoße“ für zwei Tenöre und zwei Bässe, SteR 376 (1815)
- Kanon „Alles wiederholt sich nur im Leben“ (Schiller) für Sopran, Tenor, Alt und Bass, SteR 377 (1815)
- Sechs Lieder von Lessing op. 39 (13. Werk der Gesangsstücke), SteR 378-383 (1815), Hamburg 1816
- Sechs Lieder von Schiller, SteR 384-389 (1821)

### Instrumentalmusik

#### Orchesterwerke

##### Symphonien
- Symphonie F-Dur, SteR 1 (1785), verloren
- Symphonie G-Dur, SteR 2 (1788)
- Symphonie Es-Dur, SteR 3 (1788), verloren
- Symphonie Es-Dur, SteR 4 (1788), verloren [Bearbeitung von SteR 3?]
- Symphonie D-Dur, SteR 5 (1788), verloren
- Symphonie D-Dur, SteR 6 (1792)
- Symphonie Nr. 1 Es-Dur op. 6, SteR 7 (1794), Leipzig 1805
- Symphonie Nr. 2 D-Dur op. 22, SteR 19 (1806), Leipzig 1808
- Symphonie Nr. 3 C-Dur op. 33, SteR 16 (1797), Leipzig 1812
- Sinfonia alla turca [Nr. 4] C-Dur op. 51, SteR 17 (1798), Leipzig 1818

##### Ouvertüren, Zwischenaktmusiken und andere Einzelstücke für Orchester
- Zwischenaktmusiken, acht nummerierte Einzelstücke (Nr. 1: Allegro B-Dur; Nr. 2: Andante F-Dur; Nr. 3: Allegro assai B-Dur; Nr. 4: Allegretto vivo B-Dur; Nr. 5: Poco Adagio Es-Dur; Nr. 6: Allegro assai con brio Es-Dur; Nr. 7: Andante poco Allegretto Es-Dur; Nr. 8: Allegretto Es-Dur), SteR 8-15 (1794)
- Ouvertüre zur Oper Don Mendoza op. 36, SteR 181 (1801)
- Introduzione c-Moll zur Trauerloge, SteR 18 (1805), verloren
- Ouvertüre zur Oper Die Ruinen von Paluzzi op. 37, SteR 222 (1811), Leipzig 1815
- Ouvertüre zur Oper Die Großmuth des Scipio op. 54, SteR 223 (1816), Leipzig 1818
- Zwischenaktmusik über „Heil dir im Siegerkranz“, SteR 20 (1817)
- Ouvertüre D-Dur op. 60, SteR 21 (1819), Leipzig 1820 [2. Fassung von op. 37]

#### Konzerte und konzertante Einzelstücke
Bei den Violinkonzerten gibt es zwei teils konkurrierende, teils einander ergänzende Zählungen, die beide von Romberg autorisiert sind; einmal sind die autographen Manuskripte durchnummeriert von Nr. 1–16, zum anderen sind unabhängig davon die im Druck erschienenen Konzerte durchnummeriert als Nr. 1–4. Im Folgenden wird die autographe Nummerierung durch römische Ziffern wiedergegeben und die Zählung der Drucke mit arabischen.
- Violinkonzert I F-Dur, SteR 30-33 (1784), Finale in drei Fassungen
- Komposition für Violine und Orchester [Rondo?], SteR 34 (1784?)
- Rondo F-Dur für Violine und Orchester, SteR 35 (1784)
- Romanze B-Dur für Violine und Orchester, SteR 36 (1784?)
- Violinkonzert II Es-Dur, SteR 37 (1784)
- Violinkonzert III D-Dur, SteR 38 (1785), kein Finalsatz
- Rondo D-Dur für Violine und Orchester, SteR 39 (1785), vermutlich Finalsatz zu SteR 38
- Rondo D-Dur für Violine und Orchester, SteR 40 (1785), vermutlich 2. Versuch eines Finalsatzes zu SteR 38
- Violinkonzert IV C-Dur, SteR 41 (1786)
- Doppelkonzert D-Dur für Violine, Klarinette und Orchester, SteR 42 (1788)
- Rondo D-Dur für Violine und Orchester, SteR 43 (1788), verloren
- Violinkonzert V G-Dur, SteR 44 (1788)
- Violinkonzert VI B-Dur, SteR 45 (1790)
- Rondo F-Dur für Violine und Orchester, SteR 46 (1788), verloren
- Violinkonzert VII A-Dur, SteR 47 (1790)
- Violinkonzert VIII Es-Dur, SteR 48 (1792)
- Doppelkonzert C-Dur für Violine, Violoncello und Orchester, SteR 49 (zwischen 1790 und 1793)
- Violinkonzert IX A-Dur, SteR 50 (1795)
- Violinkonzert X e-Moll, SteR 51 (1797)
- Violinkonzert XI G-Dur, SteR 52 (1798)
- Violinkonzert Nr. 1 E-Dur op. 3, SteR 53 (1799), Paris 1801/02
- Violinkonzert XII g-Moll, SteR 54 (1800)
- Violinkonzert Nr. 2 C-Dur op. 8, SteR 56 (1802), Oranienburg 1805
- Rondo à la mode de Paris für Violine und Orchester op. 10, SteR 57 (1803), Berlin 1805
- Violinkonzert XIII h-Moll, SteR 58 (1803)
- Schottische Melodie mit Variationen für Violine und Orchester op. 66, SteR 59 (1804), Leipzig 1821
- Violinkonzert XIV F-Dur, SteR 60 (1804)
- Capriccio B-Dur für Violine und Orchester, SteR 61 (1804)
- Capriccio à la Lolli A-Dur für Violine und Orchester, SteR 62 (1805)
- Violinkonzert XV Es-Dur, SteR 63 (1805)
- Introduzione und Allegro zur Feier der Johannes-Loge für Orchester mit Solovioline, StR 64 (1807)
- Violinkonzert XV ½ Nr. 3 d-Moll op. 46, SteR 65 (1808), Bonn/Köln 1817
- Capriccio G-Dur für Violine und Orchester, SteR 66 (1808)
- Fantasie Es-Dur für Violine und Orchester, SteR 67 (1809)
- Rondo A-Dur für Violine und Orchester op. 29, SteR 68 (1810), Hamburg 1810
- Capriccio G-Dur für Violine und Orchester op. 35, SteR 69 (1810), Leipzig 1815
- Violinkonzert Nr. 4 G-Dur op. 50, SteR 70 (1810), Leipzig 1817/18
- Rondo für zwei Violinen und Orchester, SteR 71 (1811)
- Violinkonzert XVI a-Moll, SteR 72 (1812)
- Potpourri nach Melodien aus der Oper Don Juan von Mozart für Violine und Orchester op. 47, SteR 73 (1815), Bonn/Köln 1817; Bearbeitung für 2 Violinen, 2 Violen und Violoncello op. 48, SteR 75 (1815–17), Bonn/Köln 1817; Bearbeitung für Klavier und Violine op. 49, SteR 76 (1815–17), Bonn/Köln 1817; Bearbeitung für zwei Violinen und Orchester, SteR 74 (1819)
- Doppelkonzert F-Dur für zwei Violinen und Orchester, SteR 77 (1816)
- Adagio und Rondo alla Polacca A-Dur für Violine und Orchester, SteR 78 (1816)
- Doppelkonzert d-Moll für zwei Soloviolinen und Orchester, SteR 79 (1820/21)
- Potpourri D-Dur auf Melodien aus der Oper Der Deserteur für zwei Violinen und Orchester, SteR 80 (1821)

#### Harmoniemusiken
- Divertimento Es-Dur für zwei Klarinetten, zwei Fagotte und zwei Hörner, SteR 22 (1788), verloren
- Harmoniemusik F-Dur für zwei Klarinetten in B und C, zwei Fagotte und zwei Hörner in F, SteR 23 (1788)
- Harmoniemusik F-Dur für zwei Flöten, zwei Oboen, zwei Klarinetten, zwei Fagotte, zwei Hörner und Kontrabass, SteR 24 (1800), verloren
- Marsch Es-Dur für zwei Oboen, zwei Klarinetten, zwei Fagotte, zwei Hörner und Kontrabass, SteR 25 (1800), verloren
- Duett aus Die Zauberflöte, für Harmoniemusik eingerichtet, für zwei Flöten, zwei Klarinetten, zwei Oboen, zwei Hörner in Es, zwei Fagotte und Posaune, SteR 26 (1817)

#### Kammermusik

##### Doppelquartett, Sextette, Quintette, Quartette (außer Streichquartette)
- Quartett Es-Dur für Violine, Klarinette in B, Fagott und Violoncello, SteR 154 (1784)
- Quartett B-Dur für Violine, Klarinette in B, Viola und Violoncello, SteR 155 (1788), unvollständig überliefert
- Walzer D-Dur für zwei Violinen, Flöte und Bass, SteR 164 (1803), verloren
- Sonate Es-Dur für Harfe, Violine, Oboe, Klarinette, Fagott und Kontrabass, SteR 166 (1805)
- Quartett für Klavier, Violine, Viola und Violoncello op. 19, SteR 112 (1806), Hamburg 1807
- Drei Quintette für Flöte, Violine, zwei Violen und Violoncello a-Moll, B-Dur, G-Dur op. 21, SteR 158-160 (Nr. 3: 1798; Nr. 1 und 2: 1807), Hamburg 1808
- Quintett für zwei Violinen, zwei Violen und Violoncello e-Moll op. 23, SteR 81 (1807), Hamburg 1809
- Drei Quintette für Flöte, Violine, zwei Violen und Violoncello e-Moll, D-Dur, F-Dur op. 41, SteR 161-163 (Nr. 3: 1800; Nr. 2: 1807; Nr. 1: 1815), Leipzig 1816
- Quintett Es-Dur für Klarinette, Violine, zwei Violen und Violoncello op. 57, SteR 167 (1818), Leipzig 1818; Bearbeitung für zwei Violinen, zwei Violen und Violoncello op. 58, SteR 168 (1818), Leipzig 1818
- Doppelquartett d-Moll für vier Violinen, zwei Violen und zwei Violoncelli, SteR 125 (1821), unvollendet

##### Streichquartette und einzelne Sätze für Streichquartett
- Drei Streichquartette C-Dur, G-Dur, fis-Moll op. 67 (9. Folge der Streichquartette), SteR 82-84 (zwischen 1790 und 1793), Bonn 1817
- Arietta g-Moll con variazioni, über „Wer ein Liebchen hat gefunden“ aus Die Entführung aus dem Serail für Violine solo, Viola, Violoncello und Bass, SteR 85 (zwischen 1790 und 1793)
- Streichquartett D-Dur, SteR 86 (zwischen 1790 und 1793)
- Andante con variazioni B-Dur für Violine solo, Viola, Violoncello und Bass, SteR 87 (zwischen 1790 und 1793)
- Drei Streichquartette Es-Dur, g-Moll, F-Dur op. 1 (1. Folge der Streichquartette), SteR 88-90 (1794–96), Leipzig 1799
- Streichquartett G-Dur, SteR 91 (1796)
- Drei Streichquartette E-Dur, a-Moll, B-Dur op. 2 (2. Folge der Streichquartette), SteR 92-94 (1797–1799), Bonn 1802
- Drei Streichquartette Es-Dur, D-Dur, f-Moll op. 5 (3. Folge der Streichquartette), SteR 95-97 (1799–1800), Paris 1803
- Quatuor brillant A-Dur op. 11, SteR 101 (1802), Berlin 1805
- Drei Streichquartette D-Dur, E-Dur, C-Dur op. 7 (4. Folge der Streichquartette), SteR 102-104 (1803/04), Oranienburg 1805
- Capriccio d-Moll für Streichquartett op. 52, SteR 105 (1804), Leipzig 1818
- Drei Streichquartette F-Dur, g-Moll, B-Dur op. 16 (5. Folge der Streichquartette), SteR 98-100 (1804–06), Offenbach 1806
- Drei Lieder mit Variationen für Streichquartett G-Dur, D-Dur, A-Dur op. 17, SteR 106-108 (1805/06), Offenbach 1806; Nr. 3 (SteR 108) erschien mit Stimmen für Flöte, Oboe und zwei Fagotten ad lib.
- Drei Streichquartette h-Moll, A-Dur, F-Dur op. 30 (6. Folge der Streichquartette), SteR 109-111 (Nr. 1: 1806; Nr. 2–3: 1810), Hamburg 1810/11
- Drei Polonaisen für Streichquartett e-Moll, A-Dur, F-Dur op. 34, SteR 113-115 (1813), Breslau 1814
- Fantasie c-Moll für Streichquartett op. 40, SteR 116 (1814), Breslau 1814, zusammen mit op. 34; einzeln als op. 40 erstmals: Leipzig 1815
- Drei Streichquartette G-Dur, fis-Moll, Es-Dur op. 53 (7. Folge der Streichquartette), SteR 117-119 (Nr. 2: 1815; Nr. 1 und 3: 1817), Leipzig 1818
- Drei Streichquartette e-Moll, C-Dur, D-Dur op. 59 (8. Folge der Streichquartette), SteR 120-122 (1819), Leipzig 1820

##### Duos
- Variationen G-Dur für Violine und Violoncello, SteR 143 (1794), verloren
- Drei Duos für zwei Violinen D-Dur, e-Moll, B-Dur op. 4 (1. Folge der Streichduos), SteR 126-128 (1802), Bonn 1802
- Drei Sonaten für Klavier und Violine G-Dur, B-Dur, c-Moll op. 9, SteR 151-153 (1804/05), Berlin 1805
- Variationen D-Dur auf eine Melodie aus Die Zauberflöte („Ein Mädchen oder Weibchen“) für zwei Violinen, SteR 129 (1806)
- Drei Duos für zwei Violinen Es-Dur, G-Dur, c-Moll op. 18 (2. Folge der Streichduos), SteR 130-132 (1806), Hamburg 1807
- Drei Duos für zwei Violinen F-Dur, A-Dur, d-Moll op. 56 (3. Folge der Streichduos), SteR 133-135 (1818), Leipzig 1818
- Drei Flötenduette (G-Dur, C-Dur, h-Moll) op. 62, SteR 27-29 (1819–20), Leipzig 1821

##### Werke für Violine solo
- Solo C-Dur für Violine mit Bass, SteR 146 (1782)
- Solo A-Dur, SteR 147 (1782), verloren
- Drei Sonaten für die Violine allein Es-Dur, B-Dur, g-Moll op. 32, SteR 148-150 (1802), Leipzig 1813

### Varia
- Marsch C-Dur für eine Spieluhr, SteR 169 (1799), verloren
- Kanon F-Dur für vier Stimmen, SteR 173 (1800), verloren
- Kanon C-Dur für vier Stimmen, SteR 174 (1800), verloren
- Kanon F-Dur a tre voci per diminutionem et augmentationem, SteR 175 (1800), verloren
- Andante con variazioni Es-Dur für Horn, Violine und Viola, SteR 165 (1804)
- Ouvertüre D-Dur für eine Spieluhr, SteR 170 (1804), verloren
- Allegro D-Dur für eine Spieluhr, SteR 171 (1804), verloren
- Allegro (Rondo) g-Moll für das Panharmonicon, SteR 172 (1810), original verloren; Bearbeitung für Flöte und Streichquartett von J. F. Schwencke, Hamburg o. J., Bearbeitung für Klavier, Hamburg, bis 1817

### Von Andreas und Bernhard Romberg gemeinsam komponierte Werke
- Drei Duos für Violine und Violoncello F-Dur, Es-Dur, Es-Dur, Ster 136-139, Leipzig 1799
- Drei Duos für Violine und Violoncello G-Dur, C-Dur, g-Moll, Ster 140-142, Leipzig 1800
- Drei Duos für Violine und Violoncello e-Moll, C-Dur, B-Dur, SteR 144-145, Wien 1801
- Drei Quintette für Flöte, Violine, zwei Violen und Violoncello D-Dur, C-Dur, G-Dur, Ster 156-157, Leipzig 1803
- Doppelkonzert F-Dur für Violine, Violoncello und Orchester, SteR 55 (1801), Paris 1801 als „Première Simphonie concertante [...]“

### Autorschaft fraglich
- Variationen D-Dur über „Heil dir im Siegerkranz“ für Streichquartett SteR 123
- Variationen a-Moll über „Schöne Minka“ für Streichquartett SteR 124

## Diskografie
- Das Lied von der Glocke, op. 25; Chorus Musicus Köln und Das Neue Orchester, Solisten, Ltg.: Christoph Spering; Opus 111, 1992
- Das Lied von der Glocke nach Schiller für Soli, Chor und Orchester op. 25; Solisten, Städtischer Konzertchor Duisburg; Folkwangkammerorchester Essen/Guido Knüsel; calig 50942, 1994
- Dixit Dominus Domino meo (Psalmus CX) für Soli, Chor und Orchester; Sinfonie Nr. 3 C-Dur op. 33; Grabgesang (1819); Collegium vocale Vechta; Mitglieder des Oldenburgischen Staatsorchesters/Karlheinz Höfer; Wolkenklang 109506K, 1995
- Geistliche Musik (Psalmodie für Chor a cappella op. 65; Te Deum für Soli, Chor und Orchester op. 55); Collegium vocale Vechta & Camerata Andreas Romberg/Karlheinz Höfer; Wolkenklang 129801K, 1998
- Streichquartette Vol. I (F-Dur op. 1, Nr. 3; g-Moll op. 1, Nr. 2; Es-Dur op. 1, Nr. 1); Leipziger Streichquartett; MDG 307 0963-2, 2000
- Streichquartette Vol. II (h-Moll op. 30, Nr. 1; g-Moll op. 16, Nr. 2; a-Moll op. 2, Nr. 2); Leipziger Streichquartett; MDG 307 1026-2, 2001
- Drei Quintette für Flöte, Violine, zwei Violen und Violoncello op. 41 (e-Moll, D-Dur, F-Dur), V. Brunner (Flöte), Viktor Šimčisko (Violine), Milan Telecký, Ján Cút (Viola), Juraj Alexander (Violoncello), Naxos 8.554765, 2001
- Andreas Romberg: Musik am Gothaer Hof (Ouvertüre Es-Dur zur Oper Die Großmut des Scipio op. 54; Potpourri A-Dur nach Melodien aus Mozarts Don Juan für Violine und Orchester op. 47; Dramatische Szene Die Kindsmörderin nach Schiller für Sopran und Orchester op. 27; Sinfonie Nr. 1 Es-Dur op. 6), Antje Weithaas (Violine), Anke Hoffmann (Sopran), Thüringen Philharmonie Gotha-Suhl/Hermann Breuer; Es-Dur ES 2033, 2002
- Andreas & Bernhard Romberg, Duos für Violine und Violoncello (G-Dur SteR 140; C-Dur SteR 141; g-Moll SteR 142; F-Dur SteR 136; Es-Dur SteR 137), Barnabas Kelemen (Violine), Kouday Mahdi Kadduri (Violoncello); Hungaroton 32030, 2002
- Der Messias nach Klopstock für Soli, Chor und Orchester WoO; Solisten, Rheinische Kantorei; Das Kleine Konzert/Hermann Max; cpo 777 328-2, 2008
- Andreas & Bernhard Romberg, Concertos & Overtures, Yury Revich, Lionel Cottet, Hofer Symphoniker, Luca Bizzozero, Sony Classical, 2013